# Baierdorf bei Anger
Baierdorf bei Anger település Ausztriában, Stájerország tartományban, a Weizi járásban. 2015 óta Anger része. Tengerszint feletti magassága 663 méter, területe 16,31 km². Lakosainak száma 1632 fő.